# Síndrome de Kleine-Levin
El síndrome de Kleine-Levin (KLS) también denominado el síndrome de la bella durmiente. Es una disomnia rara  de tipo neurológico que se caracteriza por episodios, de días o semanas de duración, en los que el paciente afectado presenta somnolencia excesiva y periodos de sueño prolongado de como mínimo 18 horas diarias (hipersomnia). Otras manifestaciones incluyen una sobrealimentación compulsiva, conducta sexual desinhibida, deterioro de las capacidades mentales, desorientación, agresividad e incluso alucinaciones. Después de las crisis el comportamiento y las capacidades mentales vuelven a la normalidad, aunque a veces existe amnesia tras el ataque y no se recuerda nada de lo sucedido. El paciente puede presentar largos periodos, de semanas o meses y quizás hasta años, completamente libre de cualquier síntoma. En México, solo se han diagnosticado 2 casos.
El síndrome de Kleine-Levin es una rara afección de causa desconocida que se acompaña de hipersomnia, bulimia, trastornos de la conducta tales como irritabilidad, conductas obsesivas, hipersexualidad, negligencia en la higiene personal y trastornos emocionales como labilidad y desrealización. Se presenta en jóvenes y adolescentes varones y de forma ocasional en mujeres. El tratamiento es sintomático, empleando fármacos estimulantes del SNC.